# Siméon Denis Poisson
Siméon Denis Poisson (Pithiviers, 1781. június 21. – Párizs, 1840. április 25.) francia matematikus, fizikus, statisztikus. Élete során rengeteg fontos eredményt ért el az alkalmazott matematika és a matematikai fizika területén is, azonban híres arról is, hogy végsőkig ellenezte az Augustin-Jean Fresnel által kidolgozott fény hullámelméletét.

## Élete
1781. június 21-én született a loiret-i Pithiviers-ben. Családja a polgársághoz tartozott. Édesapja katonatiszt volt, a hadseregben kisebb-nagyobb megkülönböztetés érte a nemesség részéről, mivel nem a soraikba tartozó volt. Visszavonulása után egy egyszerűbb adminisztratív posztot bíztak rá; fia Siméon Denis már ekkor született. Nem az egyetlen gyermek volt a családban, ám több testvére nem maradt életben. Mivel az ő egészsége is igen gyenge volt a kritikusabb időszakokban nővér felügyelete alá került, hogy ne jusson ugyan arra a sorsra. Családja nagyon sok energiát fektetett abba, hogy fiuknak megfelelő életet tudjanak biztosítani. Édesapja nagy hatással volt rá, ő tanította meg írni és olvasni.
Siméon Denis 8 éves volt, amikor kitört a francia forradalom, amelyet édesapja nagy érdeklődéssel figyelt – a nemesekkel szembeni ellenérzése miatt is. A forradalom támogatása miatt ő lett a vezető Pithiviers és környékén. Ezáltal még jobban tudta segíteni fia előmenetelét.
Úgy gondolta, az orvosi hivatás biztos jövőt jelenthet a fia számára, ezért elküldte Fontainebleau-ba, ahol egy nagybátyja volt sebész. Kiderült, hogy Poisson túl beteges típus, ahhoz, hogy sebész lehessen. Valamint kézügyessége és koordinációja sem volt túl jó, így nem tudta elsajátítani a finomabb mozdulatokat sem. Kiderült az is, hogy nem érdeklődik egyáltalán az orvosi hivatás iránt, ezért hazatért anélkül, hogy levizsgázott volna.
1796-ban édesapja visszaküldte Fontainebleau-be, ezúttal az École Centrale-ba. Itt kiderült róla, hogy nagy tehetsége van a tanuláshoz és a matematikához. Tanárait lenyűgözte, akik tanácsolták, hogy felvételizzen a párizsi École Polytechnique-re. Innen az első helyen végzett, és került be a későbbi iskolájába.
Bekerülve az École Polytecnique-re szembesülnie kellett azzal, hogy nincs tapasztalata az ottani szociális és akadémiai környezettel kapcsolatosan, amelybe hirtelen belecsöppent, ám az ő érdeme, hogy sikerült beilleszkednie, és tanulmányait nagy szorgalommal és lelkesedéssel folytatta, emellett talált időt arra is, hogy színházba járjon és egyéb közösségi programokat csináljon Párizsban.
1798-ban, első évében már olyan mély benyomást tett professzoraira, hogy azok megengedték számára, hogy saját tantervet kapjon. Azonban gyenge kézügyessége miatt nehézségekbe ütközött, ugyanis ábrázoló geometriából nem tudott matematikai diagramokat és ehhez hasonlóakat megrajzolni, de ezzel nem fogták vissza karrierjét és haladhatott tanulmányaiban. 1800-ra, tehát a második iskolai évében, már két emlékiratot is publikált. Az egyiket Sylvestre-François Lacroix és Adrien-Marie Legendre is megvizsgálta és azt ajánlották a még mindig csak 18 éves fiúnak, hogy publikálja azt a Recueil des savants étrangers-ben, ami óriási megtiszteltetést jelentett egy ilyen fiatal személy számára akkortájt. Ugyanebben az évben írt egy értekezést az egyenlőségek elméletéről és a Bézout-tételről, amelynek köszönhetően záróvizsga nélkül végezhetett 1800-ban.
Ez a siker jelentette Poisson számára a lehetőséget a tudományos körökbe való belépéshez. Joseph Louis Lagrange, akinek az előadásait hallgatta az École Polytechnique-en, korán felfedezte a benne rejlő tehetséget, aminek következtében később barátokká is váltak, de például Pierre-Simon Laplace is, akinek területén végül Poisson is nagyot alkotott, ekkortájt fiaként szerette. Karrierje hátralévő részét kutatással, eredményeinek publikálásával töltötte, és az egyetemen is számos fontos pozíciót töltött be.
Az École Politechnique-en való tanulmányainak befejeztével megpályázta a tanári asszisztensi pozíciót ugyanott, amit egyébként már korábban diákként is betöltött. Diákévei során iskolatársai rendszeresen meglátogatták annak érdekében, hogy a különösen nehezen érthető órák után megkérjék, ismételje el az elhangzottakat és magyarázza el számukra az anyagot. 1802-ben helyettes professzorrá léptették elő, majd 1806-ban, miután Napóleon Grenoble-ba küldte Joseph Fourier-t, megkapta a professzori címet is. 1808-ban lett csillagász a Bureus des Longitudes-n, a Faculté des Sciences megalapításakor pedig a klasszikus mechanika kijelölt professzora volt. 1812-re az intézet tagjává választották, 1815-ben vizsgáztató lett a Saint-Cyri Katonai Akadémián, majd 1816-ra az École Polytechnique-en, majd 1820-ban beválasztották az Egyetemi Tanácsba is.
1817-ben elvette Nancy de Bardi-t, akitől később négy gyermeke is született. Apja, akitől az arisztokráciával szembeni ellenszenvet örökölte, erőltette rá az I. Köztársasággal való szimpatizálást is. Ennek ellenére a forradalom és a későbbi események időszakában Poisson nem a politika, hanem inkább a matematika iránt érdeklődött. Ezt mutatja az is, hogy az 1821-ben kapott bárói kitüntetését sem használta soha életében. 1818 márciusában beválasztották a Royal Society, majd külsős tagnak a Svéd Királyi Tudományos Akadémia tagjai közé is. 1830-ban, a júliusi forradalom idején címeit is majdnem elvesztette, azonban François Jean Dominique Arago trükkös segítségével végül megmenekült ez alól a becstelenség alól. Míg Poisson felmentésének procedúrája zajlott, barátján keresztül meghívást kapott a Palais Royalba egy vacsorára, ahol az uralkodó támogatásáról lett biztosítva. Ezek után természetesen a leminősítésének valószínűsége konvergált a nullához. Sőt hét évvel később francia nemesi címet is kapott, bár nem politikai indokok miatt, hanem mint a francia tudomány jeles képviselője.
Matematikatanárként Poisson kimondottan sikeresnek számított, ahogyan arra számítani is lehetett az École Polytechnique-en elért korai sikerei tükrében. Emellett a tudományos munkájának tekintetében is legalább annyira sikeresnek volt mondható. Rengeteg hivatali kötelezettsége ellenére több mint háromszáz munkáját publikálta, amik közül rengeteg volt értekezés, de találhatók benne emlékiratok a matematika leghomályosabb ágaiból, vagy az alkalmazott matematika, a matematikai fizika illetve a racionális mechanika területéről is. Arago a következőképpen nyilatkozott róla egyszer: „Az élet két dologra jó: matekozni, illetve tanítani azt.”
Leghíresebb munkái közé tartozik több olyan is, amely a matematikának a fizika területén belüli felhasználhatóságával foglalkozik. Ezek közül is a talán két legfontosabb az elektromosság és a mágnesesség elméletéről írt emlékiratai, amelyek tulajdonképpen a matematikai fizika új ágait teremtették meg.
Mások úgy vélik, hogy hasonló, ha nem nagyobb eredményeket ért el az égitestek mechanikájának területén, akkorákat, amelyek vetekszenek Pierre-Simon Laplace eredményeivel is. Két emlékirata a legfontosabb ezen témában, a Sur les inégalités séculaires des moyens mouvements des planètes, és a Sur la variation des constantes arbitraires dans les questions de mécaniqu. Mindkettő az École Polytechnique újságában publikálta 1809-ben. Ezeken kívül két művét érdemes megemlíteni, Sur la libration de la lune, in Connaissances des temps (1821) és a Sur le mouvement de la terre autour de son centre de gravité, in Mémoires de l’Académie (1827). Ezekben az emlékiratokban a bolygók pályájának stabilitásáról írt, amelyet Lagrange korábban írt eredményeinek kiterjesztéseként gondolt el. Lagrange ezért idősen, inaktív korszakának lezárulta után visszatért a témához és megírta élete egyik legnagyszerűbb emlékiratát, a Sur la théorie des variations des éléments des planètes, et en particulier des variations des grands axes de leurs orbites-t. Poisson és Lagrange között később vita is alakult ki, miszerint Lagrange másolással vádolta meg őt. A Párizs melletti Sceaux-ban halt meg.
Poisson azon 72 személy közé tartozik, akinek a neve szerepel az Eiffel-torony épületén.

## Eredményei

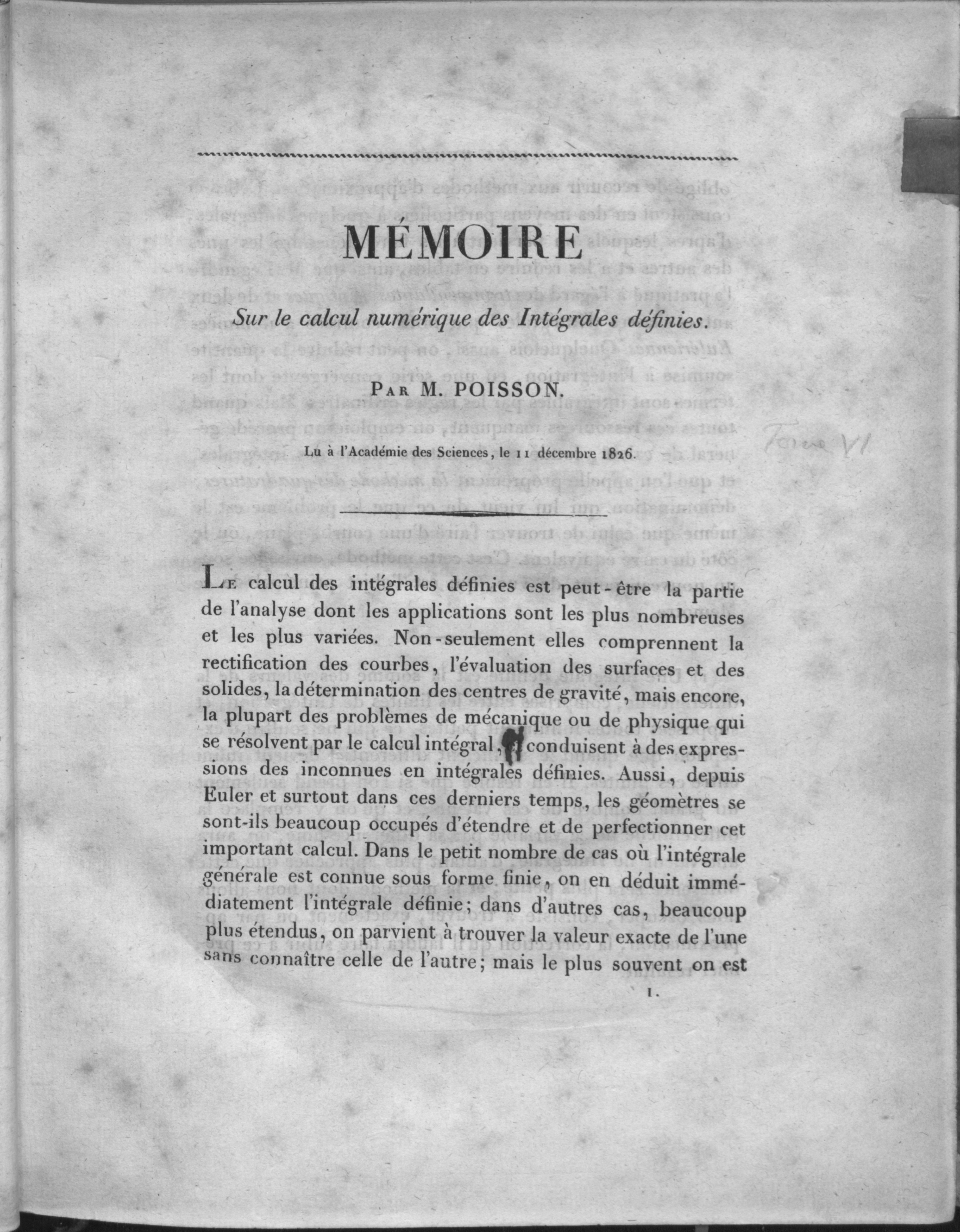
Mémoire sur le calcul numérique des integrales définies, 1826

Élete során körül belül 3–400 matematikai értekezést publikált. Meglepő lehet ekkora mennyiség ismeretében, hogy egyszerre csak egy dologgal foglalkozott. Guglielmo Libri azt mondta róla, hogy csak egy dologra fókuszált egyszerre, ha valamilyen probléma felmerült közben azt felírta a noteszébe. Mikor befejezte azt, amin éppen dolgozott, elővette a noteszét, és választott egy új kérdést vagy problémát, amin egyből elkezdett dolgozni.
Poisson neve több dologhoz kapcsolódott, a matematika és fizika világában (felsorolás a teljesség igénye nélkül):
- Poisson-integrál
- A Poisson-egyenlőség (ami a Laplace-féle egyenlet korrekciója); először a Bulletin de la société philomatique (1813) művében jelent meg
- Poisson bracket a differenciálegyenletek területén
- Poisson-arány a rugalmasság területén
- Poisson-konstans az elektromosság területén
- Poisson-eloszlás, amely a matematikai statisztika területén jelentős, és 1837-ben tűnt fel először az írásaiban.

Tisztán matematikai területen a legfontosabb munkái azok a memoárok, amelyek a határozott integrálokkal kapcsolatosak, valamint a Fourié-sorral foglalkozó értekezései. Ezek megtalálhatóak az École Polytechnique Journal-jában 1815-1823-ig.

## A fény hullámtermészetének elméletével kapcsolatos hibás nézetei
Poisson, amellett, hogy nagyszerű elme volt, óriási önhittség is jellemezte a fény hullámelméletével kapcsolatban. Az Francia Tudományos Akadémián azon idős tanárok közé tartozott, akik továbbra is a fény részecskeelméletét vallották a hullámelmélettel szemben. 1818-ban például az Akadémia versenyt indított a diffrakció témakörében, bár Poissonék szilárd bizonyossággal hitték, hogy a részecskeelmélet fog győzni. Poisson, aki valószínűleg az intuícióira hallgatott ekkor, mint a matematikai vagy tudományos eredmények egyikére, amikor az ellenkező nézet képviselője, Augustin-Jean Fresnel bemutatta eredményét. Poisson részletesen tanulmányozta Fresnel elméletét és természetesen próbálta cáfolni annak igazát, mivel dogmatikusan ragaszkodott a részecskeelmélethez. Poisson mindezért kijelentette, hogy Fresnel elmélete nem lehet igaz, eredményei abszurdak. Ennek ellenére, a bizottság vezetője, François Jean Dominique Arago, aki nem mellékesen később Franciaország miniszterelnöke is lett, nem hitt olyan szilárdan a Poisson által vallott nézetekben, és az eredmények részletesebb kifejtését kérte. Hatalmas meglepetésre a fény hullámelmélete nyert bizonyítást, amivel Fresnel nyerte a versenyt, Poisson legnagyobb bosszúságára. A fény korpuszkuláris elmélete ezennel megbukott, és nem is került elő a 20. századig, mikor felfedezték a hullám-részecske kettősséget. Arago később lejegyezte, hogy hasonló eredményeket korábban felfedezett már Joseph-Nicolas Delisle és Giacomo F. Maraldi is egy évszázaddal korábban.